# Georg Friedrich von Reichenbach
Georg Friedrich Reichenbach (24. srpna 1771 Durlach – 21. května 1826)
byl vynikající německý mechanik.

## Život
Narodil se 24. srpna 1771 v německém Durlachu. Už při studiích na vojenské škole se dostal k mechanice a dále se v ní zdokonaloval a díky otci např. sestrojil devítipalcový sextant. Jelikož ho vytvořil podle anglického vzoru, získal za pomoci vlivných osobností státní stipendium na dvouletý pobyt v Anglii (1791 – 1793). V Anglii pracoval v železárnách a ve strojírnách, mimo jiné i u Jamese Watta. V hojné míře navštěvoval hvězdárny a observatoře, ale žádné dílny pro výrobu astronomických měřidel a pomůcek.  
Před založením Reichenbachovy dílny neexistovala v Bavorsku žádná specializovaná mechanická dílna, která by vyráběla matematické či astronomické přístroje. Proto částečně i na popud saského legačního rady Beigela, mimo jiné vedoucího geodetických prací v Bavorsku a postrádajícího v Mnichově dílnu na měřické pomůcky, odešel Reichenbach do Mnichova. Tam založil dílnu a začal pracovat na výrobě především astronomických měřických přístrojů. Přístroje, které zatím zkonstruoval, byly převzaty z anglických vzorů. Většinu přístrojů zatím vyráběl svépomocí, pouze s konstrukčně složitějšími přístroji mu pomáhal pan Höschell z Augsburku. 
V roce 1800 byl povolán do armády, kde ve chvílích volna kreslil a snažil se vymyslet dokonalejší konstrukce měřických přístrojů. Po návratu do Mnichova se sešel se svým budoucím pomocníkem hodinářem Josephem Liebherrem, který v té době byl mimo jiné konstruktérem sextantů, a společně sestrojili Teilmachine. Kreis-teilmachine slouží pro přesné vynášení rysek na děleném ocelovém kruhu. Do roku 1804 ještě společné zkonstruovali např. 16 palcový Terrestrischer Kreis a Astronomischer Kreis, pasážník a meridiánový kruh (Mittags-Fernrohr). Jak pasážník tak i meridiánový kruh měří místní poledník měřením na slunce. Rozdíl je v tom, že meridiánový kruh měří vertikální úhel při průchodu poledníkem, kdežto pasážník měří pouze čas průchodu poledníkem. Vertikální kruh u pasážníku je pouze pro nalezení pozorované hvězdy, ne pro měření vertikálního úhlu. Astronomischer Kreis sestrojený Reichenbachem je kolem svého středu pohyblivý a v libovolné poloze může být spojena kovovým čepem. Tak při pohybu zůstane alhidáda v klidu a po dvou vteřinách se může otočit z východní na západní polohu.
Reichenbach získával mnoho zakázek na měřické pomůcky od armády a bavorského státu. To bylo dáno tím, že na začátku 19. století skončily napoleonské války a Bavorsko se měnilo v moderní stát, jakým se po revoluci stala Francie. Předpokladem nově formovaného Bavorského státu na základě více než 70 rozdílných teritorií, bylo právě správní, pozemkové, geografické a daňové vytyčení.
Vyměření Bavorska bylo v té době velikým úkolem splnitelným pouze za pomoci spolehlivých přístrojů. Těmto přístrojům bylo nutné zajistit i dostatečný servis, aby je bylo možné v případě potřeby rychle opravit. K tomu potřebovali Reichenbach a Liebherr rozšířit dílnu. Jelikož jim finanční prostředky nestačily k uspokojivému rozšíření dílny, spojili se s obchodníkem Josephem Utzschneiderem, který tento potřebný kapitál měl, a který se stal vedoucím obchodního oddělení. Tímto spojením vznikl v roce 1804 Matematicko-mechanický institut. Reichenbach měl tedy na starost konstrukce a finální dokončení výrobků, Liebherr byl výrobním mistrem.
V rámci zaměřování Bavorska dostal institut za úkol vyvinout potřebné geodetické a astronomické přístroje. Především šlo o teodolity schopné zaměřit geodetické základy v podobě trigonometrické sítě. Přístroje pro bavorské měření musely být dostatečně přesné a schopné provést vícenásobná měření. Dále musely být spolehlivé a lehké na přepravu. Tím, že Reichenbach dokázal tyto kritéria splňovat, docházelo k realizování zakázek i ze zahraničí. Počet zakázek se zvyšoval a zájem o Reichenbachovy stroje rostl. Proto se Reichenbach spojil i se švýcarským optikem Guinandem. V první polovině 19. století se Reichenbachovy teodolity rozšířily po celé Evropě. Například na našem území se tyto teodolity používaly především pro měření úhlů číselné triangulace pro geodetické základy Stabilního katastru. 
V roce 1814 se Reichenbach se svými společníky rozešel a založil s Lebrechtem Traugottem Ertelem v Mnichově nový závod Reichenbach-Ertel. Roku 1818, na výzvu ředitele vídeňské polytechniky Prechtla, zřídil Reichenbach spolu s Ertelem na vídeňské polytechnice mechanicko-astronomické dílny. Při své práci Reichenbach sbíral zkušenosti po celé Evropě. Při svých cestách navštívil Vídeň, Francii i Anglii. Jak se jeho firma rozšiřovala, přístroje už vlastníma rukama nevyráběl, ale „jen“ dohlížel na jejich výrobu. V roce 1821 předal Reichenbach svou mechanickou dílnu Ertelovi a sám odešel do státních služeb.
Georg Reichenbach zemřel 21. května 1826 jako člen Akademie mnichovské a pařížské.

## Reichenbachovy měřické pomůcky přístroje a teodolity
Z Reichenbachových přístrojů stojí v popředí ty přenosné, které různě reformoval a vylepšoval. Mezi tyto přístroje například patří:
1. Terestrický kruh (Terrestrische Kreis), později horizontální nebo azimutální kruh nebo teodolit.
2. Astronomický kruh (Astronomische Kreis), později vertikální kruh s pevnou trojnožkou.
3. Astronomický teodolit, který je kombinací 1. a 2.
4. Bordův kruh
5. Univerzální přístroj

Georg Reichenbach vnesl do konstrukce teodolitů mnoho nových a na svoji dobu revolučních prvků. Například v roce 1813 dle jeho návrhu byl bratry Liebherrovými sestrojen pro královskou katastrální komisi nitkový dálkoměr. Reichenbach dokázal díky využití speciálních materiálů a nových konstrukčních řešení, snižovat hmotnost geodetických přístrojů bez snížení přesnosti. To na to jeho dobu bylo revoluční, proto Reichenbach získával mnoho státních zakázek i mimo Bavorský stát. Jeho teodolity se rozšířily po celé Evropě a byly používány při budování geodetických základů
Většina teodolitů vyrobených Reichenbachem, s výjimkou těch prvních, byla repetiční.
Reichenbachovy konstrukce mají několik vynikajících vlastností. Podařilo se mu až o polovinu snížit velikosti vodorovných a svislých kruhů a tím i zmenšit celkovou velikost přístrojů. To všechno bez nutnosti snížit přesnost přístrojů. Tím Reichenbach zvýšil i odolnost přístrojů především proti strhávání pohyblivých částí. Snížení celkové hmotnosti usnadnilo i manipulaci s přístroji.  Reichenbach mimo jiné stojí i za zdokonalením konstrukčního uspořádání točných os teodolitu. Jedná se o německou neboli reichenbachovu soustavu. Při tomto uspořádání se alhidádový čep otáčí v limbovém pouzdře a to se pohybuje ve válci trojnožky. Německé uspořádání točných os je nejčastěji využívaným uspořádáním u teodolitů, protože snižuje náchylnost na strhávání pohyblivých částí.
Slabinou Reichenbachových konstrukcí je připevnění ocelových kruhů tenkými kužely v kovových pouzdrech někdy kuželového nebo válcového tvaru nebo v některém případě dvěma kužely. To má za následek velké tření mezi pohyblivými a pevnými částmi. V případě užití dvou kuželů je pro bezproblémový pohyb stroje při měření kvůli teplotní rozpínavosti kovů důležitá teplota vzduchu (Tuto závadu se snažil řešit s Gaussem) 

### Bordův kruh
Bordův kruh představoval přechod od kvadrantů k teodolitu. Byl vyvinut roku 1777 Jeanem Charlesem Bordem pro měření vodorovných směrů pomocí repetice (násobení úhlů). V letech 1784 - 1787 byl Bordův kruh používán při trigonometrickém spojení hvězdáren v Paříži a Greenwichi. Reichenbach přímo tento kruh nevymyslel, ale konstrukčně ho ve svých teodolitech používal. Třínožka nese spodní limbový kruh o průměru 115 mm s úhlovou stupnicí. 0-360° s dílky po 1° pro hrubé odečítání úhlů. Index k odečítání vodorovných úhlů je vybaven hrubou ustanovkou s trubicovou libelou. Na střední točné ose limbu je připevněn kuželový sloupec vysoký 200 mm, který pomocí kloubu nese horní dělený kruh o průměru 170 mm. Po okraji kruhu je vynesena úhlová stupnice 0 - 360° s dílky po 30'. Kruh možno používat v horizontální a vertikální rovině, nebo i v šikmé rovině. To z důvodu měření pohybu hvězd a vesmírných těles. Kloub je opatřen hrubou a jemnou ustanovkou. Na točné ose děleného kruhu z obou jeho stran jsou připevněny 2 dalekohledy délky 255 mm, opatřené hrubou a jemnou ustanovkou. Ke stupnici děleného kruhu přísluší 1' vernier. Na jednom dalekohledu je připevněna trubicová libela dl. 140 mm. Bordův kruh se nestavěl na stativ, ale na pevný podklad. Ke kontrole, zda nebylo během měření s přístrojem hnuto, sloužil zajišťovací dalekohled.

### Terestrický teodolit - repetiční multiplikační kruh
První Reichenbachův terestrický teodolit byl zkonstruován v roce 1804. Byl jednoduchého typu s limbem o průměru 16 palců, děleným po 5' a se 4 verniery o vernierové diferenci 4". Vyobrazené teodolity jsou novějšího typu, které byly zkonstruovány v letech 1816 - 1818. Na točné ose je vsazen limbový kruh o průměru 248mm s úhlovou stupnicí 0 – 360°. K limbovému kruhu přísluší vernier opatřený clonou a lupou a ustanovky - hrubá a jemná. Na obvodu limbu jsou připevněny dva nosníky točné osy dalekohledu dl. 306 mm se sázecí trubicovou libelou. Limbový kruh lze používat v horizontální i vertikální poloze. Dalekohledy jsou vybaveny nitkovým křížem a okulárem.

Terestrický teodolit
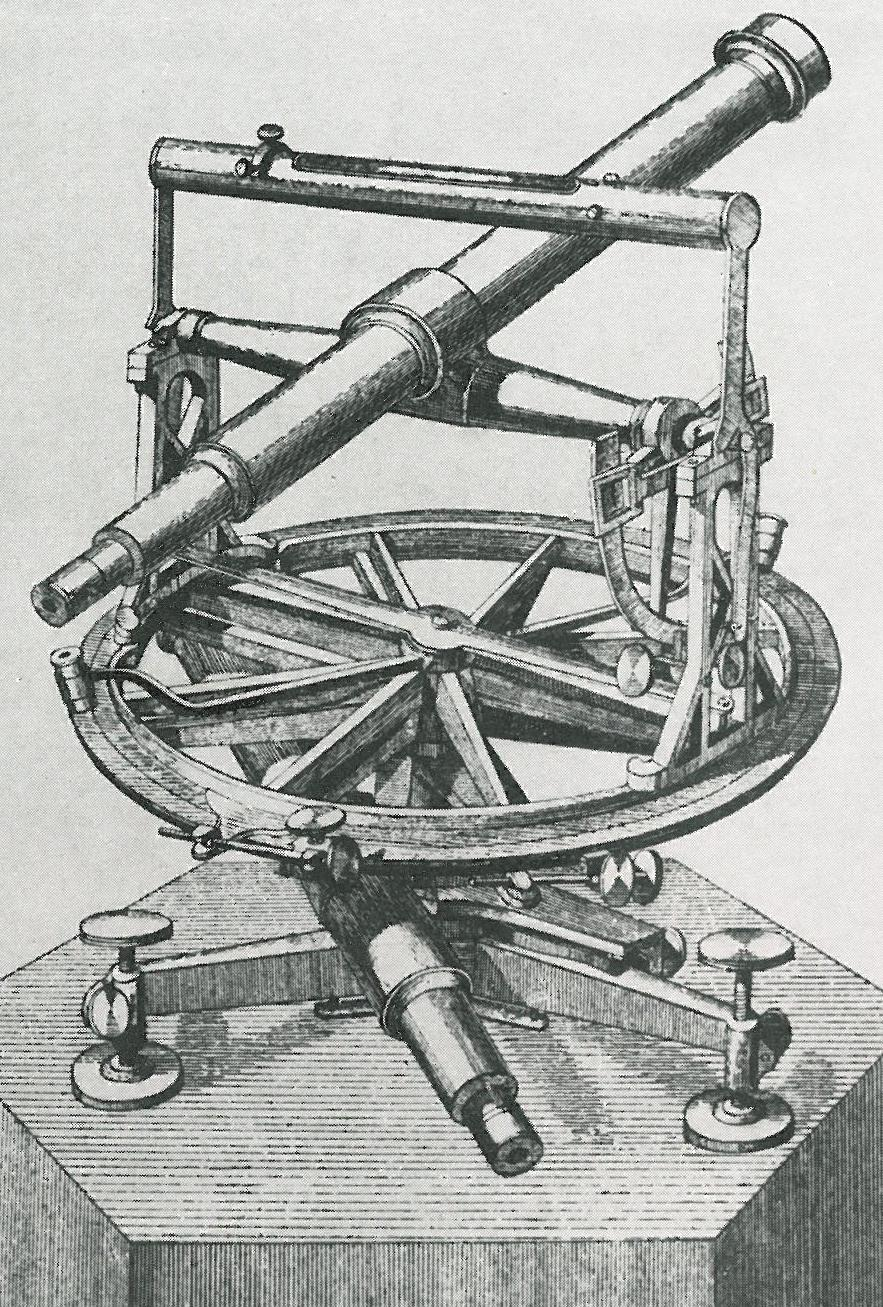
Zdroj: [Repsold]
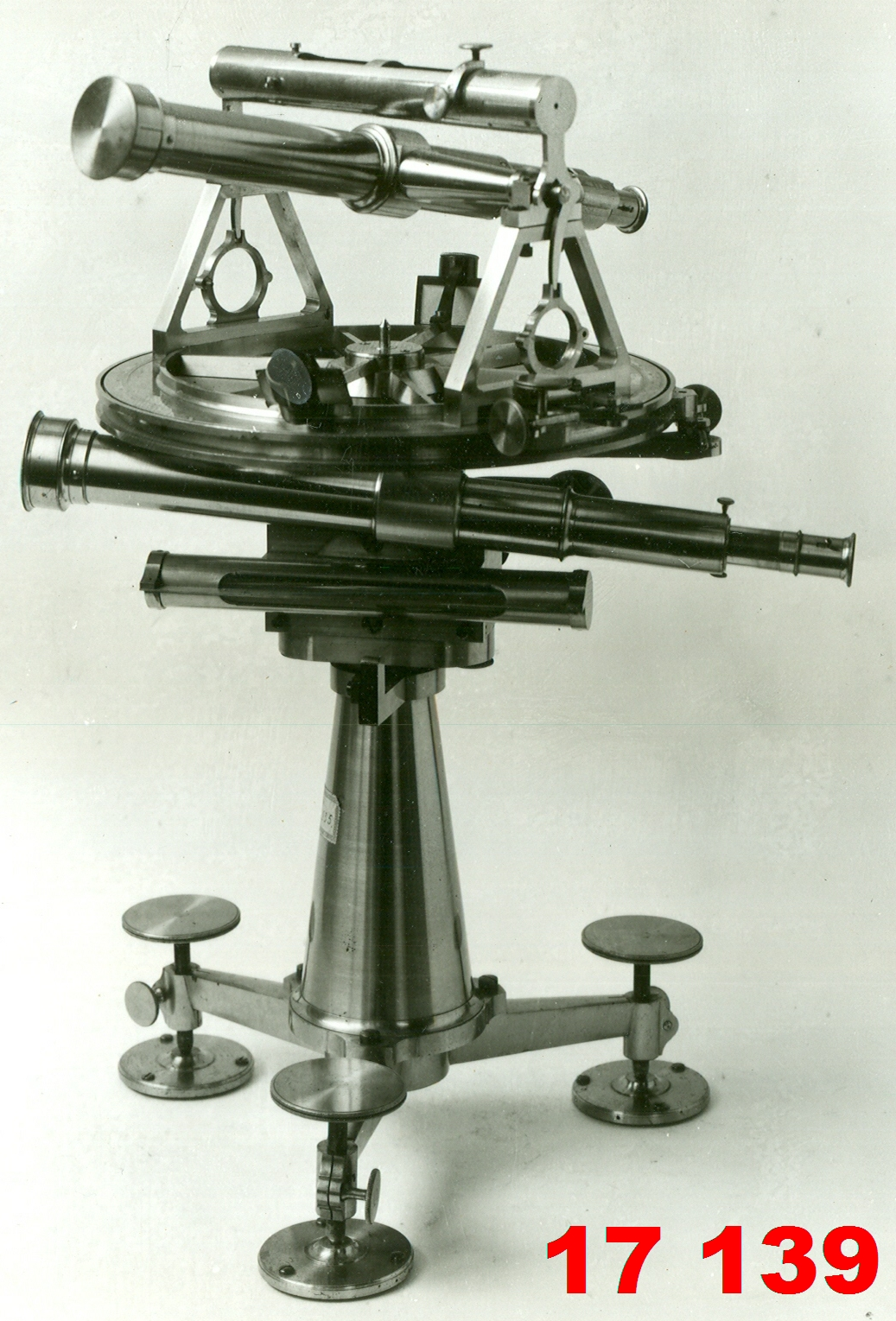
Zdroj: Sbírky NTM v Praze

### Univerzální teodolit s konstrukcí bordova kruhu
Univerzální teodolit výšky 40 cm, s velkým kruhem o průměru 35 cm, který lze sklopit do libovolné polohy díky konstrukci Bordova repetičního kruhu. K cílení slouží dvojice dalekohledů, přístrojem lze měřit úhly s velkou přesností, nejmenší dílek vernieru jsou 4". Teodolit, s nímž měřil tepelský premonstrát Alois Martin David (1757-1836), astronom a geodet evropského formátu, ředitel pražské klementinské hvězdárny. Výsledky měření, na nichž se zásadním způsobem podílel, dovolily vydat mapy, založené na astronomicky zjištěných zeměpisných souřadnicích význačných míst v Čechách a sousedních zemích [Národní technické muzeum v Praze].

Univerzální teodolit s konstrukcí bordova kruhu
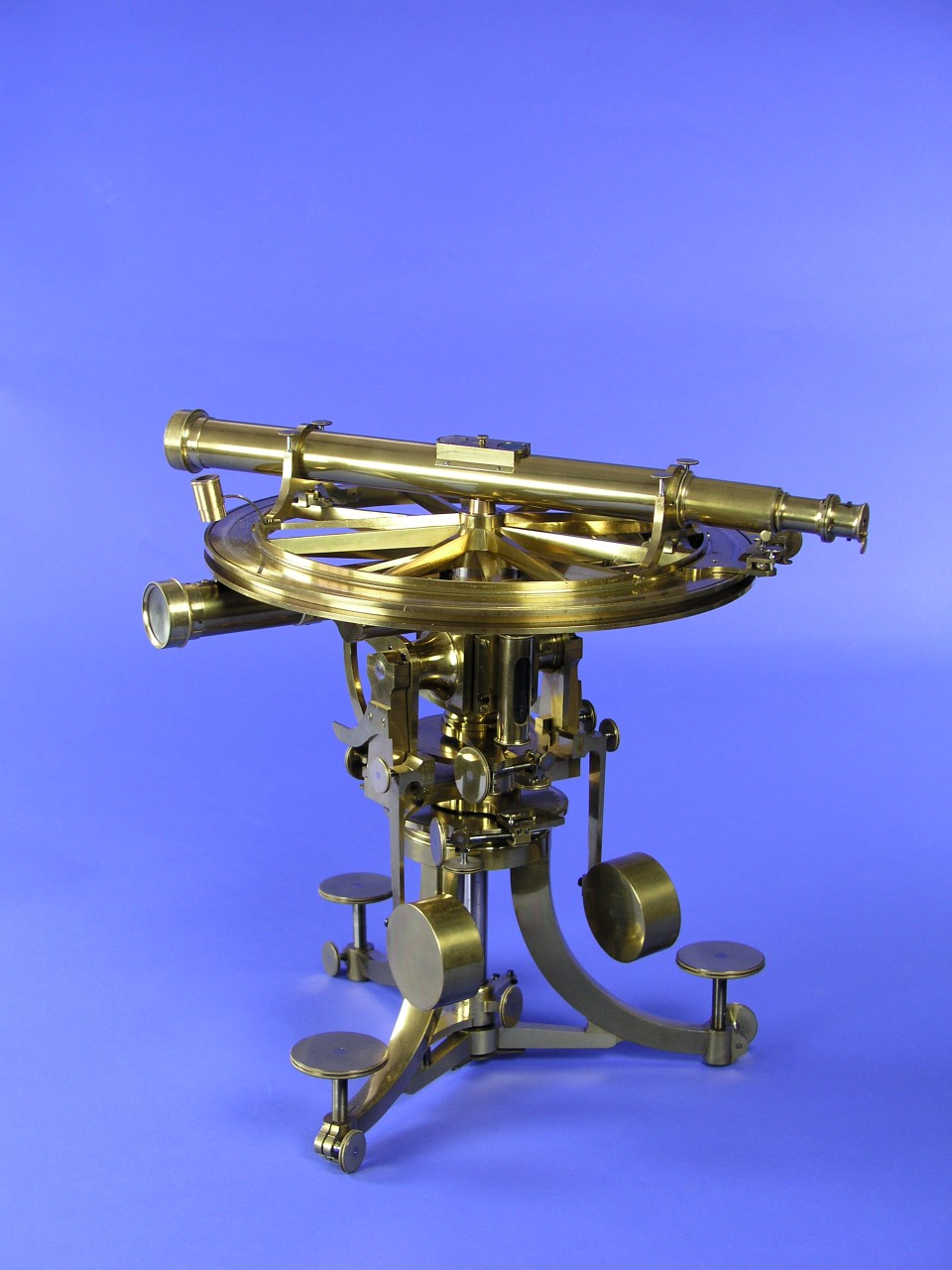
Zdroj: Sbírky NTM v Praze
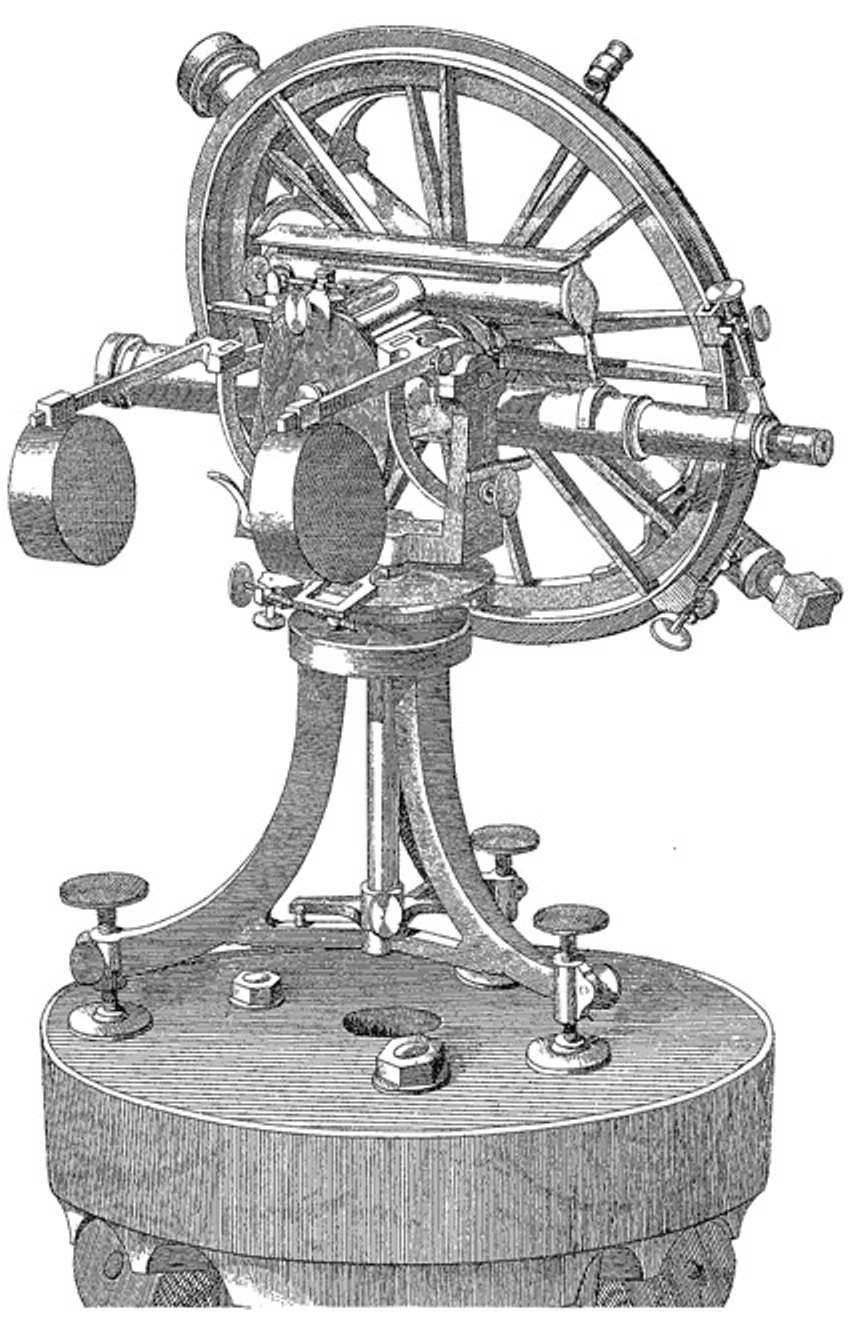
1816, zdroj: [Repsold]
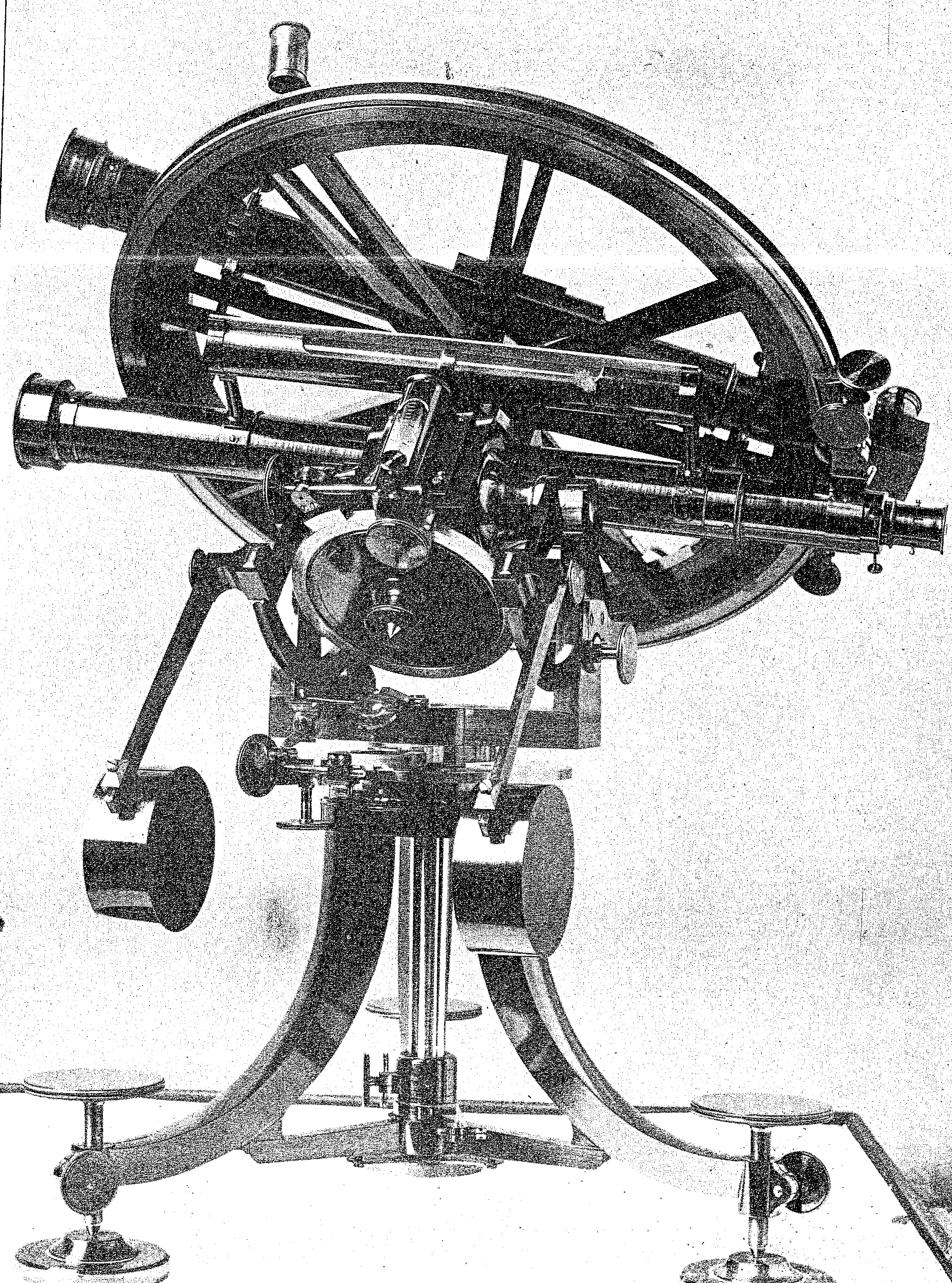
1818, zdroj: [Repsold]

### Univerzální teodolit
Tento teodolit není přímo vyroben Reichenbachem, ale jeho žákem A. Javorskim v dílnách vídeňské polytechniky ve 20. letech 19. století. Vodorovný kruh o průměru 36 cm je dělen po 5 minutách a má 4 verniery s diferencí 4 vteřiny. Svislé kruhy jsou dva. Jeden o průměru 27 cm je dělen po 10 minutách, druhý, o průměru 30 cm má dělení po 5 minutách a 4 verniery s diferencí 4 vteřiny. Při pozdější úpravě byly ke svislému kruhu připojeny dva mikrometry. Teodolit se stavěl na pevný podklad, nikoli na stativ. Bylo to nutné i vzhledem k velké hmotnosti teodolitu (35 kg). Lehký chod alhidády umožňovalo její nadlehčení podložkou s regulačními šrouby. Tohoto přístroje se pravděpodobně používalo pro astronomicko-geodetické práce při budování rakouské trigonometrické katastrální sítě.

Univerzální reichenbachův teodolit
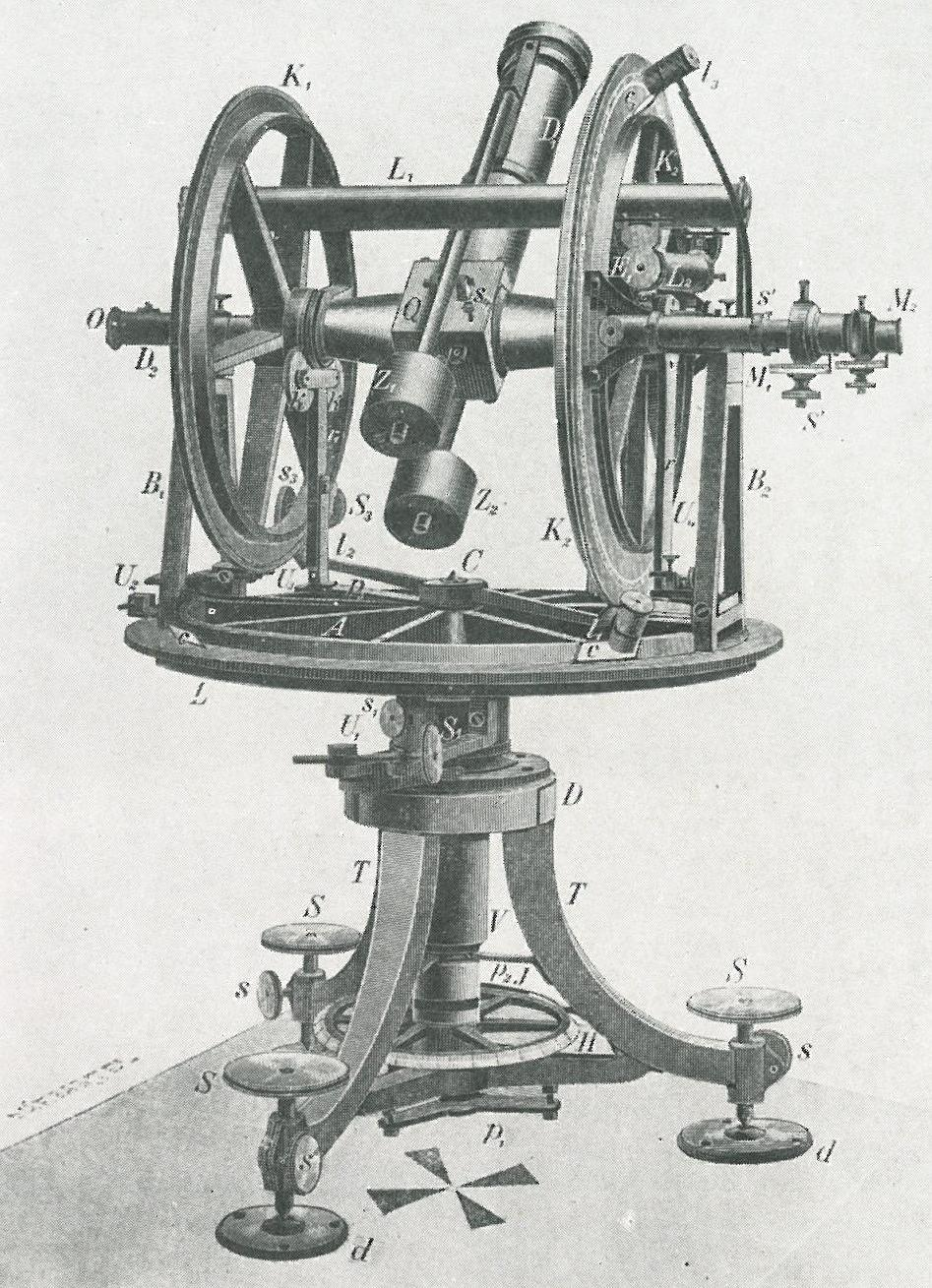
Zdroj: [Procházka]
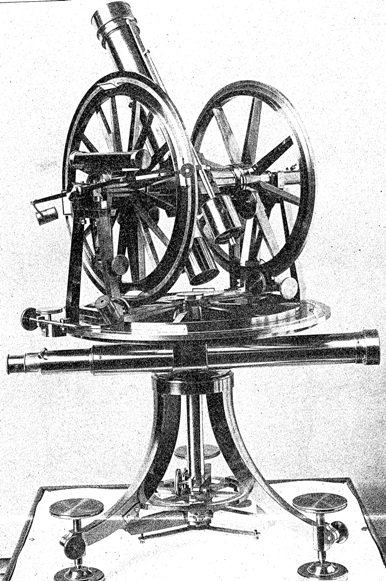
Zdroj: [Repsold]